# Centro Penitenciario de La Lama
El Centro Penitenciario de La Lama es una prisión ubicada en el municipio de La Lama (Pontevedra) España.

## Historia y características
Fue inaugurado en 1998. Su construcción, en Racelo, junto a Ponte Verdugo, a 2 km del núcleo de la Lama, diseñada por Francisco María Martín Carrero, fue llevada a cabo por la UTE de las constructoras San José y Abengoa, con un coste de 7575 millones de pesetas. El recinto abarca 361 430 m², de los cuales 86 081 son edificaciones.
Tiene capacidad total para 1211 personas (1008 internos, 86 en el módulo de ingresos, salidas y tránsitos, 81 en la enfermería y 36 en el módulo de aislamiento), y cuenta con una ocupación actual de casi 1000 personas internas.
En el centro está el Centro Público de Educación y Promoción de Adultos (EPAPU) Nelson Mandela, de la que es director Juan Carlos Vilar Pérez.